# Vietsenia scaposa
Vietsenia scaposa är en tvåhjärtbladig växtart som beskrevs av Carlo Hansen. Vietsenia scaposa ingår i släktet Vietsenia och familjen Melastomataceae. Inga underarter finns listade i Catalogue of Life.